# 漢密爾頓 (麻薩諸塞州)
漢密爾頓（英語：Hamilton）是一個位於美國麻薩諸塞州艾塞克斯縣的鎮。

## 人口
根據2020年美國人口普查的數據，漢密爾頓的面積為38.60平方千米，當中陸地面積為36.70平方千米，而水域面積為1.90平方千米。當地共有人口7561人，而人口密度為每平方千米196人。